# Google Web Accelerator
Google Web Accelerator — программа веб-ускоритель, разработанная компанией Google в 2005 году, позволяющая кэшировать трафик, а также заранее загружать сайты, с вероятностью того, что в скором времени вы их посетите. Программа интегрировалась в браузеры Mozilla Firefox и Internet Explorer на Windows 2000, Windows XP, Windows Server 2003, Windows Vista, в виде панели с возможностью дополнительных надстроек.
По состоянию на 20 января 2008 года, корпорация объявила о прекращении работы и поддержки над программой Google Web Accelerator, однако Web Accelerator по-прежнему доступен для загрузки с других веб-сайтов. Функция предзагрузки страниц доступна в Google Chrome, браузере от Google.

## Ошибки и нарушения в конфиденциальности
Было обнаружено, что программа имела тенденцию предотвращать загрузку видео с YouTube, с сообщением в видеопроигрывателе: «К сожалению, это видео больше не доступно». Лишь только отключив программу, пользователи снова могли без проблем воспроизводить видеоконтент.
Бывали случаи когда Web Accelerator сканировал каждую встречную веб-страницу, что приводило к непреднамеренному удалению уже загруженных веб-страниц. 
Чтобы в дальнейшем ускорить доставку веб-контента, программа иногда извлекала конфиденциальный контент со страниц сайта, без ведомого разрешения пользователя, и сохранял его зачастую в собственном кэше. Некоторые эксперты в области прав граждан и IT-авторы утверждали, что корпорация «объединяет таким образом личные данные и данные о посещениях с существующими массивами в историях поиска, содержащимися на серверах Google».